# The Dirty Mac
A The Dirty Mac 1968. december 11-én John Lennon és Yoko Ono a The Rolling Stones Rock and Roll Circus című, le nem adott TV-műsorban szerepelt. A műsorban előadták a Beatles „Yer Blues” című dalát, valamint egy jam-et „Whole Lotta Yoko” címmel. A zenekar tagjai: John Lennon (The Beatles) – ének, ritmusgitár, Yoko Ono – sikítás, Eric Clapton (épp nem volt zenekara) – szólógitár, Keith Richards (The Rolling Stones) – basszusgitár, Mitch Mitchell (The Jimi Hendrix Experience) – dob. A második dalban csatlakozott Ivry Gitlis hegedűművész.
John Lennonnak a Beatles tagjaként ez volt az első nyilvános fellépése a zenekar nélkül.
1996-ban az esemény hanganyaga megjelent CD-n, a film pedig videókazettán. A DVD kiadás 2004-ben jelent meg.